# Tijarafe
Tijarafe település Spanyolországban, Santa Cruz de Tenerife tartományban. Tijarafe Puntagorda, El Paso, Los Llanos de Aridane és Tazacorte községekkel határos. Lakosainak száma 2684 fő (2024).

## Népesség

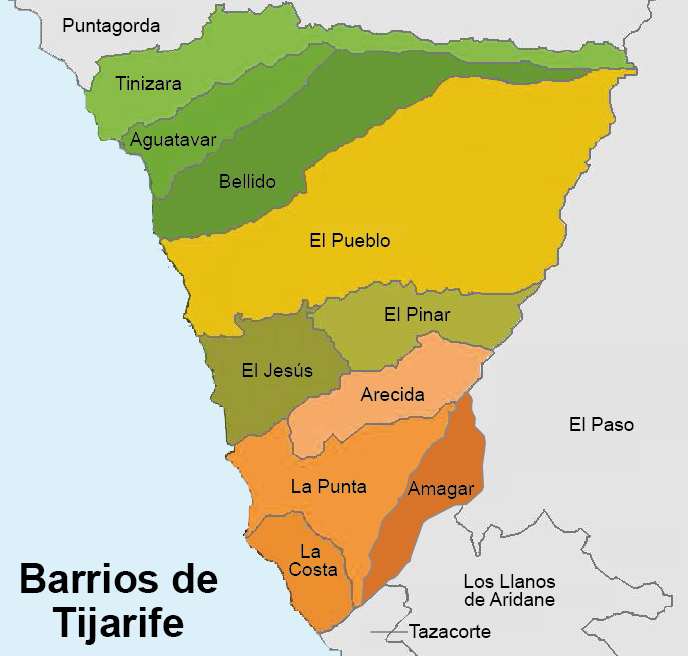

A település népessége az elmúlt években az alábbi módon változott:
| Lakosok száma | 2741 | 2666 | 2744 | 2768 | 2765 | 2684 | 2590 | 2532 | 2598 | 2684 |
|               | 2001 | 2004 | 2007 | 2009 | 2012 | 2014 | 2017 | 2019 | 2022 | 2024 |